# José Berr
José Berr (Ratisbonne, 29 décembre 1874 – Zurich, 15 avril 1947) est un compositeur, chef d'orchestre et pianiste suisse. Dans la bibliographie, son nom apparaît toujours comme José, en espagnol, probablement par quelque ancêtre de cette origine,.

## Biographie
Berr se forme à la Münchener Akademie der Tonkunst où il est un disciple de Ludwig Thuille et Joseph Gabriel Rheinberger. Outre son attachement au piano et la composition, entre 1913 et 1944, il dirige un conservatoire école privé, dans lequel collabore, entre autres, le compositeur et pianiste polonais Czeslaw Marek (1891–1985). Parmi ses élèves, citons le compositeur et chef d'orchestre Rolf Liebermann (1910–1999) et la pianiste Margrit Weber.
Parmi ses œuvres on trouve des opéras Der tote Gast (1923), François Villon (1932), Saint Rock (1939) et John Kabys (1945), mais aussi de la musique pour  le ballet : Der weisse Tänzer (1926), Francesca (1901)  et Der Lebenstrank  (1924). Il a composé également des œuvres pour orchestre, des œuvres chorales et beaucoup de partitions pour piano, notamment Petits morceaux caractéristiques, Résignation, Berceuse d’enfant, Dans le crépuscule, Impression, Valse intime, Sonatine suisse, Prélude nocturne et Affenfuge.